# Gwilym Ivor Thomas
Pour les articles homonymes, voir Thomas.
Gwilym Ivor Thomas, est né à Londres le 23 juillet 1893 et mort à Salisbury en Rhodésie le 29 août 1972, est un général anglais de la Seconde Guerre mondiale.

## Les débuts de sa carrière
Thomas débute à Royal Artillery en 1912 et sert durant la Première Guerre mondiale.

## La Seconde Guerre mondiale
En 1939, il est nommé à la direction du recrutement et de l'organisation militaire au ministère de la Guerre.
En 1942, il devient commandant de la 43e Division (Wessex) et sert dans le Nord-Ouest de l'Europe.
En septembre 1944 Il participe à l'opération dont le but est de sauver la 1re Division aéroportée lors de la bataille d'Arnhem.
En 1944, il participe à l'Opération Clipper.

## Après Guerre
En 1945, après la guerre, il a été nommé dans le 1er district dans l'Armée britannique du Rhin, et en 1947, administrateur des Forces polonaises sous commandement britannique en 1947.
Il prend sa retraite en 1952.